# گلن‌هیون (کالیفرنیا)
گلن‌هیون (به انگلیسی: Glenhaven) یک منطقهٔ مسکونی در ایالات متحده آمریکا است که در شهرستان لیک، کالیفرنیا واقع شده‌است. گلن‌هیون ۴۱۰ متر بالاتر از سطح دریا واقع شده‌است.